# Il numero fortunato
Il numero fortunato (Lucky Number) è un film del 1951 diretto da Jack Hannah. È un cortometraggio animato realizzato, in Technicolor, dalla Walt Disney Productions, uscito negli Stati Uniti il 20 luglio 1951 e distribuito dalla RKO Radio Pictures. Nel novembre 1997 fu inserito nel film di montaggio direct-to-video I capolavori di Qui Quo Qua. 

## Trama
Paperino, Qui, Quo e Qua lavorano nella loro stazione di servizio. A un tratto ascoltano alla radio l'estrazione di una lotteria, in cui il vincitore vincerà come premio un'automobile. Il numero estratto è il 341, mentre Paperino ha il 342. Paperino ritorna subito a lavorare ma i nipoti continuano ad ascoltare la radio, che poco dopo avverte che c'è stato uno sbaglio: il numero estratto è il 342. La radio annuncia però che il vincitore dovrà ritirare il premio entro 10 minuti, altrimenti verrà estratto un nuovo biglietto. Qui, Quo e Qua pensano di fare una sorpresa a Paperino e, utilizzando un'automobile presente alla stazione di servizio, vanno a ritirare il premio. Dopo un po' di strada il carburante è esaurito; Qui, Quo e Qua sono perciò costretti ad andare a fare il pieno dallo zio, che però si arrabbia con loro perché non hanno abbastanza soldi per pagare. I tre decidono di tagliare una grande foto di un'auto di cartone e di far finta che essa sia vera. Poi uno di loro si traveste facendo innamorare lo zio, che fa subito il pieno senza farsi pagare. Riempito il serbatoio, Paperino capisce di essere stato imbrogliato e si arrabbia. Intanto Qui, Quo e Qua arrivano dallo zio con la nuova macchina, identica a quella della foto. Il papero crede però che i nipoti lo stiano ingannando di nuovo e si infuria a tal punto da distruggere l'auto. Quando la radio parla di Paperino e del suo premio, lui capisce tutto e sviene.